# Élections sénatoriales de 2014 dans la Drôme
Les élections sénatoriales de 2014 dans la Drôme ont lieu le dimanche 28 septembre 2014. Elles ont pour but d'élire les trois sénateurs représentant le département au Sénat pour un mandat de six années.

## Rappel des résultats de 2008
| Candidat et parti politique | Candidat et parti politique | Candidat et parti politique | Premier tour | Premier tour | Second tour | Second tour |
| Candidat et parti politique | Candidat et parti politique | Candidat et parti politique | Voix         | %            | Voix        | %           |
| --------------------------- | --------------------------- | --------------------------- | ------------ | ------------ | ----------- | ----------- |
|                             | Didier Guillaume            | PS                          | 653          | 51,62        |             |             |
|                             | Bernard Piras               | PS                          | 616          | 48,70        | 682         | 56,27       |
|                             | Jean Besson                 | PS                          | 608          | 48,06        | 675         | 55,69       |
|                             | Gilbert Bouchet             | UMP                         | 380          | 30,04        | 459         | 37,87       |
|                             | Thierry Cornillet           | MoDem                       | 359          | 28,38        | Retrait     | Retrait     |
|                             | Jean-Pierre Tabardel        | DVG                         | 149          | 11,78        | 115         | 9,48        |
|                             | Jean-David Abel             | Verts                       | 103          | 8,14         | 96          | 7,92        |
|                             | Jean-Michel Bochaton        | PCF                         | 70           | 5,53         | Retrait     | Retrait     |
|                             | Annie Mazet                 | PCF                         | 63           | 4,98         | Retrait     | Retrait     |
|                             | Catherine Coutard           | MRC                         | 61           | 4,82         | Retrait     | Retrait     |
|                             | Laurent Donzet              | PCF                         | 58           | 4,58         | Retrait     | Retrait     |
|                             | Hélène Merlier-Planel       | Verts                       | 47           | 3,72         | Retrait     | Retrait     |
|                             | Joël Cheval                 | FN                          | 20           | 1,58         | 11          | 0,90        |
|                             | Philippe Valette            | DIV                         | 11           | 0,87         | Retrait     | Retrait     |
|                             |                             |                             |              |              |             |             |
| Inscrits                    | Inscrits                    | Inscrits                    | 1 276        | 100,00       | 1 276       | 100,00      |
| Abstentions                 | Abstentions                 | Abstentions                 | 6            | 0,47         | 11          | 0,86        |
| Votants                     | Votants                     | Votants                     | 1 270        | 99,53        | 1 265       | 99,14       |
| Blancs et nuls              | Blancs et nuls              | Blancs et nuls              | 5            | 0,39         | 53          | 4,15        |
| Exprimés                    | Exprimés                    | Exprimés                    | 1 265        | 99,14        | 1 212       | 94,98       |

## Sénateurs sortants
| Sénateur | Sénateur         | Parti | Autre fonction               |
| -------- | ---------------- | ----- | ---------------------------- |
|          | Jean Besson      | PS    |                              |
|          | Didier Guillaume | PS    | Président du conseil général |
|          | Bernard Piras    | PS    | Maire de Bourg-lès-Valence   |

## Présentation des candidats
Les nouveaux représentants sont élus pour une législature de 6 ans au suffrage universel indirect par les grands électeurs du département. Dans la Drôme, les trois sénateurs sont élus au scrutin proportionnel plurinominal. Chaque liste de candidats est obligatoirement paritaire et alterne entre les hommes et les femmes. 7 listes ont été déposées dans le département, comportant chacune 5 noms. Elles sont présentées ici dans l'ordre de leur dépôt à la préfecture et comportent l'intitulé figurant aux dossiers de candidature.

### Front national
| N° | Candidats | Candidats          | Parti | Principales fonctions |
| -- | --------- | ------------------ | ----- | --------------------- |
| 01 |           | Joël Cheval        | FN    |                       |
| 02 |           | Laure Pellier      | FN    |                       |
| 03 |           | Thierry Seneclauze | FN    |                       |
| 04 |           | Danielle Laget     | FN    |                       |
| 05 |           | Richard Fritz      | FN    |                       |

### Divers droite
| N° | Candidats | Candidats             | Parti | Principales fonctions |
| -- | --------- | --------------------- | ----- | --------------------- |
| 01 |           | Jacques Ladegaillerie | UDI   | Conseiller général    |
| 02 |           | Isabelle Robert       | DVD   |                       |
| 03 |           | Jacques Bonnemayre    | DVD   |                       |
| 04 |           | Valérie Arnavon       | DVD   |                       |
| 05 |           | Claude Guillaume      | DVD   |                       |

### Union de la droite et du centre
| N° | Candidats | Candidats               | Parti | Principales fonctions                          |
| -- | --------- | ----------------------- | ----- | ---------------------------------------------- |
| 01 |           | Gilbert Bouchet         | UMP   | Conseiller général, maire de Tain-l'Hermitage  |
| 02 |           | Patricia Brunel-Maillet | UDI   | Conseillère générale                           |
| 03 |           | François Pegon          | MoDem | Conseiller général                             |
| 04 |           | Marie-Pierre Manlhiot   | UMP   | Vice-présidente de la CC du Pays de l'Herbasse |
| 05 |           | Serge Roux              | UMP   | Maire de Piégon                                |

### Europe Écologie Les Verts
| N° | Candidats | Candidats          | Parti | Principales fonctions |
| -- | --------- | ------------------ | ----- | --------------------- |
| 01 |           | Hélène Le Gardeur  | EELV  |                       |
| 02 |           | Jean-Marie Chosson | EELV  |                       |
| 03 |           | Delphine Petit     | EELV  |                       |
| 04 |           | Jean-Marc Reverbel | EELV  |                       |
| 05 |           | Josiane Gonnot     | EELV  |                       |

### Parti communiste
| N° | Candidats | Candidats            | Parti | Principales fonctions |
| -- | --------- | -------------------- | ----- | --------------------- |
| 01 |           | Jean-Michel Bochaton | PCF   |                       |
| 02 |           | Monique Moyroud      | PCF   |                       |
| 03 |           | Jean-Marc Durand     | PCF   |                       |
| 04 |           | Laure Bellet         | PCF   |                       |
| 05 |           | Laurent Donzet       | PCF   |                       |

### Parti socialiste
| N° | Candidats | Candidats           | Parti | Principales fonctions                          |
| -- | --------- | ------------------- | ----- | ---------------------------------------------- |
| 01 |           | Didier Guillaume    | PS    | Sénateur sortant, président du conseil général |
| 02 |           | Marie-Pierre Monier | PS    | Maire de Vinsobres                             |
| 03 |           | Bernard Buis        | PS    | Conseiller général, maire de Lesches-en-Diois  |
| 04 |           | Anne-Marie Reme-Pic | PS    | Conseillère générale                           |
| 05 |           | Alain Genthon       | PS    | Conseiller général, maire d'Anneyron           |

### Debout la République
| N° | Candidats | Candidats            | Parti | Principales fonctions |
| -- | --------- | -------------------- | ----- | --------------------- |
| 01 |           | Damien Toumi         | DLR   |                       |
| 02 |           | Brigitte Rousselet   | DLR   |                       |
| 03 |           | David Bertoni-Imbert | DLR   |                       |
| 04 |           | Stéphanie Dechazeron | DLR   |                       |
| 05 |           | Sébastien Bassal     | DLR   |                       |

## Résultats
| Tête de liste | Tête de liste         | Liste         | Voix  | %      | Sièges |  |
| ------------- | --------------------- | ------------- | ----- | ------ | ------ |  |
|               | Didier Guillaume      | PS            | 528   | 39,46  | 2      |  |
|               | Gilbert Bouchet       | UMP-UDI-MoDem | 404   | 30,19  | 1      |  |
|               | Jacques Ladegaillerie | UDI           | 243   | 18,16  |        |  |
|               | Joël Cheval           | FN            | 54    | 4,04   |        |  |
|               | Hélène Le Gardeur     | EELV          | 54    | 4,04   |        |  |
|               | Jean-Michel Bochaton  | PCF           | 41    | 3,06   |        |  |
|               | Damien Toumi          | DLR           | 14    | 1,05   |        |  |
|               |                       |               |       |        |        |  |
| Inscrits      | Inscrits              | Inscrits      | 1 352 | 100,00 |        |  |
| Abstentions   | Abstentions           | Abstentions   | 6     | 0,44   |        |  |
| Votants       | Votants               | Votants       | 1 346 | 99,56  |        |  |
| Blancs        | Blancs                | Blancs        | 5     | 0,37   |        |  |
| Nuls          | Nuls                  | Nuls          | 3     | 0,22   |        |  |
| Exprimés      | Exprimés              | Exprimés      | 1 338 | 99,41  |        |  |